# 朴叶扁担杆
朴叶扁担杆（学名：Grewia celtidifolia），为椴树科扁担杆属下的一个植物种。